# Batu Khan

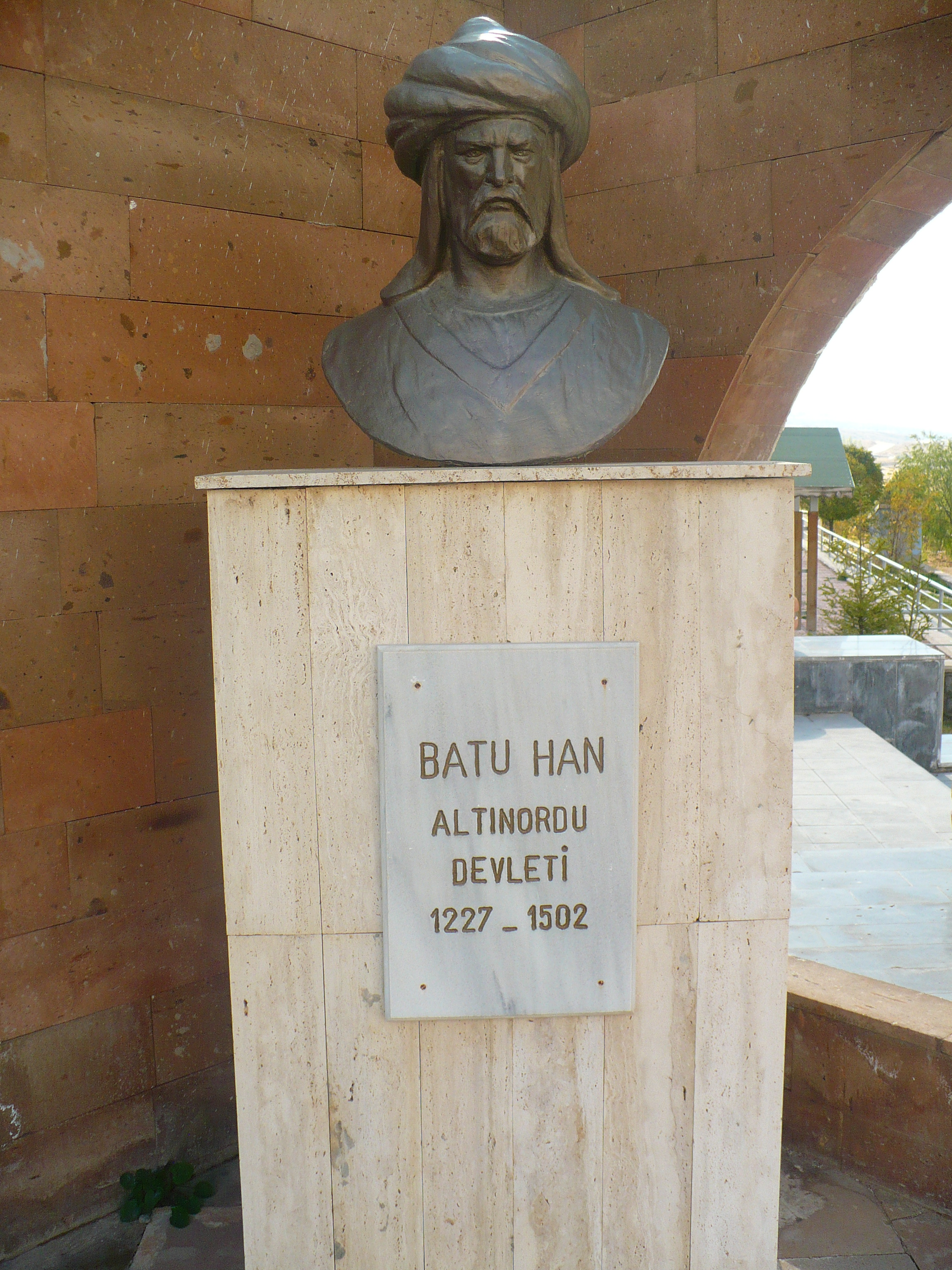
Büste Batu Khans in Kayseri

Batu Khan oder auch Batu der Prächtige (mongolisch ᠪᠠᠲᠣ Bat chaan, Бат хаан; tatarisch Бату хан, * 1205; † 1255) war als Sohn Dschötschis und Enkel Dschingis Khans ein mongolischer Teilherrscher. Als solcher war Batu der Khan über die von ihm gegründete Goldene Horde.

## Familie
Batus Brüder waren u. a. Orda, Berke Khan und Shibani. Seine Hauptfrau war Borakchin Khatun. Seine Söhne waren Sartaq Khan, Ulaqchi, Andewan und Toqoqan, die späteren Khane stammten von Letzterem ab.

## Geschichte
Im Jahre 1236 besiegten die Truppen von Batu Khan die Wolgabulgaren und unterwarfen sie. Zwei Jahre später, 1238, besiegte Batu Khan den russischen Großfürsten Jurij II. von Wladimir-Susdal, den Onkel von Alexander Newski, am Sit, einem Nebenfluss der Mologa. Er eroberte zahlreiche russischen Städte, 1240 auch das nominelle Staatszentrum Kiew. Gleichzeitig drang eine weitere Armee gegen die Kiptschaken der Khane Batschman († 1238) und Kotjan († 1241) vor.
Im Jahre 1241 fiel Batus Heer unter seinen Feldherren Subotai und Baidar und seinem Bruder Shibani in Ostmitteleuropa ein. Nach der Eroberung von Krakau und Sandomir schlug Baidar am 9. April in der Schlacht bei Wahlstatt (auch Schlacht bei Liegnitz) ein vereinigtes deutsch-polnisches Ritterheer unter Führung von Herzog Heinrich dem Frommen von Schlesien. Das Hauptheer unter Batu, Subotai und Shibani zog über die Karpaten in die Ungarische Tiefebene und schlug am 11. April 1241 die Ungarn unter König Bela IV. in der Schlacht bei Muhi, ca. 15 Kilometer südlich von Miskolc. Sie erreichten die Adria und Wiener Neustadt, bevor sie aufgrund des Todes des Großkhans Ugedai und der nachfolgenden Thronstreitigkeiten umkehrten.
Batu Khan war dabei der wichtigste Widersacher Güyük Khans, dessen Thronbesteigung als Großkhan er bis 1246 hinauszögern konnte. Güyük Khan zog 1248 in seine Stammlande am Imil und von dort weiter ins Ili-Gebiet, angeblich um sich mit seinem Vetter Batu zu treffen und auszusöhnen. Auf dem Weg versammelte er durch große Freigebigkeit eine Armee um sich. Batu wurde aber durch Sorghaghtani Beki vor Güyüks Absichten gewarnt, bot ebenfalls eine Armee auf und zog ihm entgegen. Sieben bis zehn Tagesmärsche vor der militärischen Auseinandersetzung mit Batu Khan starb Güyük, wobei eine Vergiftung nahe liegt.
Nach dem Tod Güyük Khans unterstützte Batu Khan Möngke Khan als möglichen Großkhan, aber die diesbezüglichen Verhandlungen und Intrigen zogen sich bis 1251 hin. Schließlich wurde er (unter Abwesenheit einiger wichtiger Dschingisiden-Prinzen) gewählt und festigte seine Macht, indem er die Thronanwärter des Hauses Ögedei Khans nach einer Verschwörung entmachten und verbannen oder hinrichten ließ. Batu Khan wurde Möngkes Mitregent und blieb von dessen Verwaltungsmaßnahmen weitgehend verschont, was mittelfristig die Spaltung des Mongolenreiches begünstigte, zunächst aber Möngkes Macht im Gesamtreich stabilisierte.
Batu Khan setzte 1252 Alexander Newski als alleinigen Großfürsten der Wladimirer Rus ein. Bei seiner Rückkehr in die Steppe begründete Batu zudem im Wolgagebiet die Blaue Horde.
Batu starb 1255 und als Nachfolger als Khan der Goldenen Horde wurden seine Söhne Sartaq und Ulaqchi eingesetzt. Doch kurze Zeit später konnte deren Onkel, Berke Khan, die Macht an sich reißen.

### Sachliteratur
- German A. Dawydow: Die Goldene Horde und ihre Vorgänger. Koehler & Amelang, Leipzig 1972.
- Wassili Jan: Batu Khan. Kiepenheuer-Verlag, Weimar/Leipzig 1989, ISBN 3-378-00041-4.
- Emanuel Sarkisyanz: Die orientalischen Völker Russlands vor 1917. Eine Ergänzung zur ostslawischen Geschichte Rußlands. Oldenbourg, München 1961.
- Bertold Spuler: Die Goldene Horde. Die Mongolen in Rußland; 1223–1502. Harrassowitz, Wiesbaden 1965.

### Belletristik
- Wassili Jan: Batu-Khan, 1942.